# Nanjing Fiat Automobile
Nanjing Fiat Automobile  è stata una società in joint venture costituita nel 1999 tra il gruppo cinese Nanjing Automobile Corporation (NAC) ed il gruppo Fiat con Fiat Auto, per la produzione di automobili Fiat per il mercato cinese, chiusa nel 2007.

## Storia
Il gruppo Fiat ha concluso due joint venture in Cina con il gruppo Nanjing Automobile Corporation:
- la prima che interessa Iveco con la fondazione della società comune Naveco, controllante della Nanjing-Iveco. La società, tuttora in attività, è stata fondata nel 1986. È la prima joint-venture creata dal gruppo Fiat in Cina,
- la seconda creando la Nanjing Fiat Automobile.

### La JV Nanjing Fiat Automobile
La joint venture tra la Fiat S.p.A. ed il gruppo cinese Nanjing Automobile Corporation ha avuto inizio in aprile 1999. Localizzata nel Jiangning District New Technology Park di Nanchino, Nanjing-Fiat ha prodotto e venduto 24.000 veicoli nel 2002 e appena più di 33.000 nel 2006. Nello stabilimento cinese, Nanjing-FIAT produceva quattro modelli : 
- Fiat Palio,
- Fiat Palio Weekend,
- Fiat Siena,
- e l'ultima nata nel 2006 la Fiat Perla[1].

Nella primavera 2007, l'A.D. della Fiat Sergio Marchionne si era dichiarato particolarmente insoddisfatto da questa joint-venture con NAC e il gruppo italiano si è messo a cercare soluzioni industriali alternative.
Nanjing Auto ha rilevato nel 2005 la britannica MG Rover, fallita, per 53 milioni di sterline. I cinesi sono riusciti a presentare la serie MG 7 nel marzo 2007, accantonando gli investimenti di 300 milioni di US$ previsti con la Fiat per ampliare la fabbrica comune e fabbricare le nuove serie di Palio, Siena e la nuova Perla.

### Fine della JV
La Fiat, considerando che il partner Nanjing Auto, acquistato dalla Shanghai Automotive Industry Corporation, orientava tutta la sua logistica per lo sviluppo del marchio MG Rover e non abbastanza sulla propria joint-venture, decise di chiudere il rapporto in questa società il 28 dicembre 2007. Le attrezzature di produzione sono state cedute nel 2009 al costruttore cinese Zotye che produce tuttora la Palio e la Perla chiamate Z200HB e Z200. Zotye produceva dal 2008 la Multipla con il nome di M300.
Per quanto riguarda il settore prettamente automobilistico, nel luglio 2009 la Fiat stringe un accordo di cooperazione con il gruppo GAC creando una nuova joint venture (come d'obbligo in Cina), la GAC Fiat Automobiles per la produzione nel territorio cinese di auto Fiat. Il primo risultato è stato il lancio in aprile 2012 della berlina Fiat Viaggio.
Dopo questo nuovo accordo, la Fiat ha deciso di lasciare il progetto di fabbricazione della D 200 alla Nanjing Fiat, ma senza precisarne la data.